# Wild Card (película)
Wild Card es una película estadounidense de cine policíaco basada en la novela de 1985 Heat escrita por William Goldman. Se trata de un remake de la adaptación de 1986 también titulado Heat, que fue protagonizada por Burt Reynolds.
La película está dirigida por Simon West con un guion escrito por Goldman. Está protagonizada por Jason Statham, Stanley Tucci, Sofía Vergara, Milo Ventimiglia, Michael Angarano y Anne Heche. La película se estrenó el 30 de enero de 2015.

## Sinopsis
Un jugador se recupera de la adicción que lo ha llevado a las calles de Las Vegas, Nick Wild (Jason Statham) realiza trabajos esporádicos que proporcionan seguridad para mantener a su adicción.  

## Reparto
- Jason Statham como Nick Wild.
- Stanley Tucci como Baby.[2]
- Sofía Vergara como D. D.
- Milo Ventimiglia como Danny DeMarco.[2]
- Michael Angarano como Cyrus Kinnick.
- Anne Heche como Roxy.[2]
- Hope Davis[2]
- Jason Alexander
- Cedric the Entertainer como Pinchus.[2]
- Max Casella como Osgood.
- Chris Browning como Tiel.
- Dominik Garcia-Lorido como Holly.
- Arielle B. Brown como Pinchus Casino Date.
- Boyana Balta como Katherine.
- Lara Grice como First Doctor.
- Shanna Forrestall como Marie.
- D'arcy Allen como Hot Shot Dealer.
- Codie Rimmer como Patient.
- Joshua Braud como Smooth 'Piano Player'.

## Producción
El director Simon West dijo que Jason Statham desarrolló el proyecto el mismo «tal vez en cinco años». En un momento dado, Brian De Palma estaba programado para dirigir hasta que West lo sustituyó. West:

Statham me lo mostró cuando estábamos haciendo The Mechanic, pero yo estaba trabajando fuera en otra cosa, volvió a mostrármelo de nuevo después de The Expendables 2 y me metí con ello, a escribirlo de verdad. William Goldman es un héroe para mí... Ya  trabajé con él en General’s Daughter. Él hizo todo el desarrollo esencial de la trama. Así que ésta fue mi oportunidad de trabajar con él en todo el guion - no sólo puliéndolo.

### Casting
El 11 de abril de 2013, Deadline informó de que Stanley Tucci, Anne Heche, Cedric the Entertainer, Hope Davis y Milo Ventimiglia  se han unido al elenco de Wild Card.

### Rodaje
El rodaje comenzó a principios de 2013 en Nueva Orleans, Louisiana. El rodaje comenzó en febrero de 2013 y Simon West dirigió la película.
Simon West recordó más tarde:

Era una cosa formidable, hay páginas y páginas de diálogo - eso es un drama realmente. No es una película de acción en realidad, es una pieza de carácter. Jason es el liderazgo en cada escena y tiene enormes escenas de diálogo. Sabía que era algo apasionado para el, pero estaba como «¿Estás contento con todo esto el diálogo?» y me dijo «Sí, sí. Me encanta. Quiero hacerlo». Así que me di la vuelta hasta el primer día sin saber lo que iba a resultar. Sobre todo después de The Mechanic en la que sólo cuenta con cinco líneas en toda la película! Ese personaje no tiene diálogo. Pero nos presentamos en el primer día y sabía cada palabra de memoria y fue increíble. Así, Wild Card, creo que va a sorprender a mucha gente - es una muy fuerte pieza dramática para él. Hay, por supuesto, también dos o tres peleas! Creo que algunos de sus mejores peleas siempre están en él. Son muy realistas y nos pasamos un montón de tiempo en ellos, por lo que son muy detallados y muy bien ejecutados creo. Pero es un gran rendimiento, y está rodeado por algunos actores muy buenos: Stanley Tucci, Anne Heche, Sofia Vergara ... él está en el entorno de un agente adecuado y realmente dio un paso hacia arriba. Me quedé sorprendido. Creo que esto es sólo el comienzo para él, creo que verás cosas mucho más dramáticas de él.

## Lanzamiento
Lionsgate estrenó la película en los cines y 'On Demand' el 30 de enero de 2015.